# Offensive de l'aéroport militaire de Kuweires (2015)
Guerre civile syrienne
L'offensive de l'aéroport militaire de Kuweires est une bataille de la guerre civile syrienne se déroulant entre le 14 septembre et le 16 novembre 2015 (2 mois et 2 jours) et visant à briser le siège de l'aéroport de Kuweires. L'armée arabe syrienne, en coopération avec les Forces de défense nationale et les brigades du Baas, réussit une percée à travers le territoire tenu par l'État islamique dans le sud-est du gouvernorat d'Alep et parvient à lever le siège de la base militaire aérienne de Kuweires, assiégée depuis près de trois ans.

## Contexte

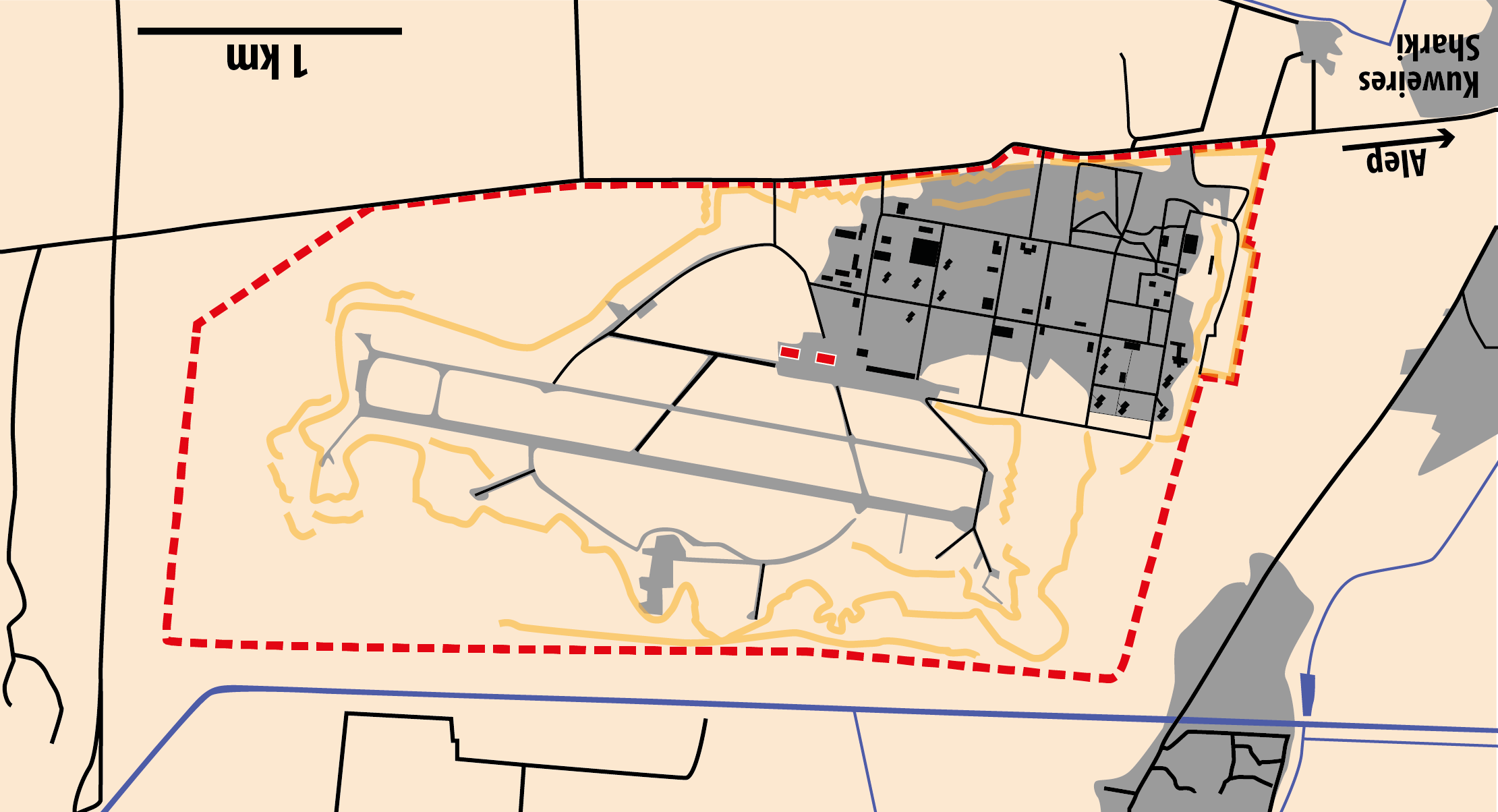
Aéroport de Kuweires en 2015, limites de la base en pointillés rouges, fortifications en orange, hangars des aéronefs en rouge, bâtiments en noir

Depuis 2013, la base militaire aérienne de Kuweires est assiégée. D'abord encerclée par les rebelles de l'armée syrienne libre, ces derniers sont remplacés par l'État islamique en 2014 qui tentent plusieurs percées en 2015, parvenant à entrer plusieurs fois dans l'enceinte de la base et à y faire exploser des véhicules kamikazes.
Le périmètre de la base étant lourdement protégé, la base ne tombe pas malgré un nombre très faible de combattants globalement peu expérimentés.

## Préparation
En juillet 2015, le général Qassem Soleimani se rend à Moscou pour y discuter de la situation dans la région d'Alep. Le général Soleimani est ensuite envoyé en Syrie par le chef suprême de l'Iran, Ali Khamenei, pour y organiser avec les forces russes et syriennes des actions militaires conjointes.
Des conseillers militaires, y compris des généraux de haut rang de la force iranienne Al-Qods sont débarqués à Lattaquié, et rapidement déployés vers les points d'engagement du pays afin de planifier les offensives terrestres à venir, renforcées par la puissance aérienne russe. De nombreux généraux et officiers iraniens patrouillant et faisant de la reconnaissance sur les lignes de front de la guerre civile syrienne, plusieurs trouvent rapidement la mort dont le général Hossein Hamadani, adjoint de Qasem Soleimani.

## Déroulement

### Offensive

Situation au début de l'offensive, zone tenue par l'Etat islamique en vert, territoire syrien en rouge aéroport de Kuweires en orange

Le 15 septembre 2015, les forces gouvernementales syriennes lancent une série d'attaques le long de la rive nord-ouest du lac Jabbūl pour tenter de repousser les militants de l'EI vers la base aérienne assiégée de Kuweires. L'offensive commence avec une action de l'armée syrienne et des forces de défense nationale qui prennent le contrôle des deux sommets (Tal Na'am et Tal Sab'in) situés au nord du lac Jabbūl.
Les soldats de l'EI parviennent à se regrouper et lancent une contre-attaque rapide grâce à laquelle ils regagnent une partie du territoire perdu et freinent l'avancée des forces gouvernementales. Le 22 septembre, l'intervention de l'armée de l'air syrienne permet aux forces terrestres de reprendre l'initiative et de poursuivre leur percée en capturant Salihiyah après de violents combats autour de la ville. Les forces syriennes capturent ensuite Tall-Riman.
Au matin du 24 septembre, l'infanterie navale russe prend part aux combats pour la première fois depuis son déploiement en Syrie et attaque les positions de l'EI aux côtés de l'armée syrienne et de forces spéciales du Hezbollah.
Le 4 octobre, l'armée de l'air russe frappe les positions de l'EI le long de l'autoroute de Dayr Hafir et de la centrale thermique, permettant aux forces gouvernementales d'entrer dans le village d'Ayn Sabil.
Le 16 octobre, les forces gouvernementales capturent la ville d'Al-Nasiriyah, à la suite de combats durant lesquels 25 combattants de l'EI sont tués. Elles avancent ensuite vers la ville de Burayjah, à environ 7 km de Kuweires.
Le 17 octobre, les forces gouvernementales capturent le village de Huwaija.
Le 19 octobre, les forces gouvernementales capturent le village de Bkayze, à environ sept kilomètres de la base aérienne, ainsi que deux autres villages près de la base.
Le 21 octobre, les forces gouvernementales prennent le contrôle du village de Tal as Sab'in et de sa colline, et deux jours plus tard de Dakwanah, les amenant à moins de quatre kilomètres de la base aérienne.
Le 9 novembre, les forces gouvernementales capturent la ville de Sheikh Ahmad, à deux kilomètres de la base aérienne, rendant possible un assaut final vers l'aéroport,.

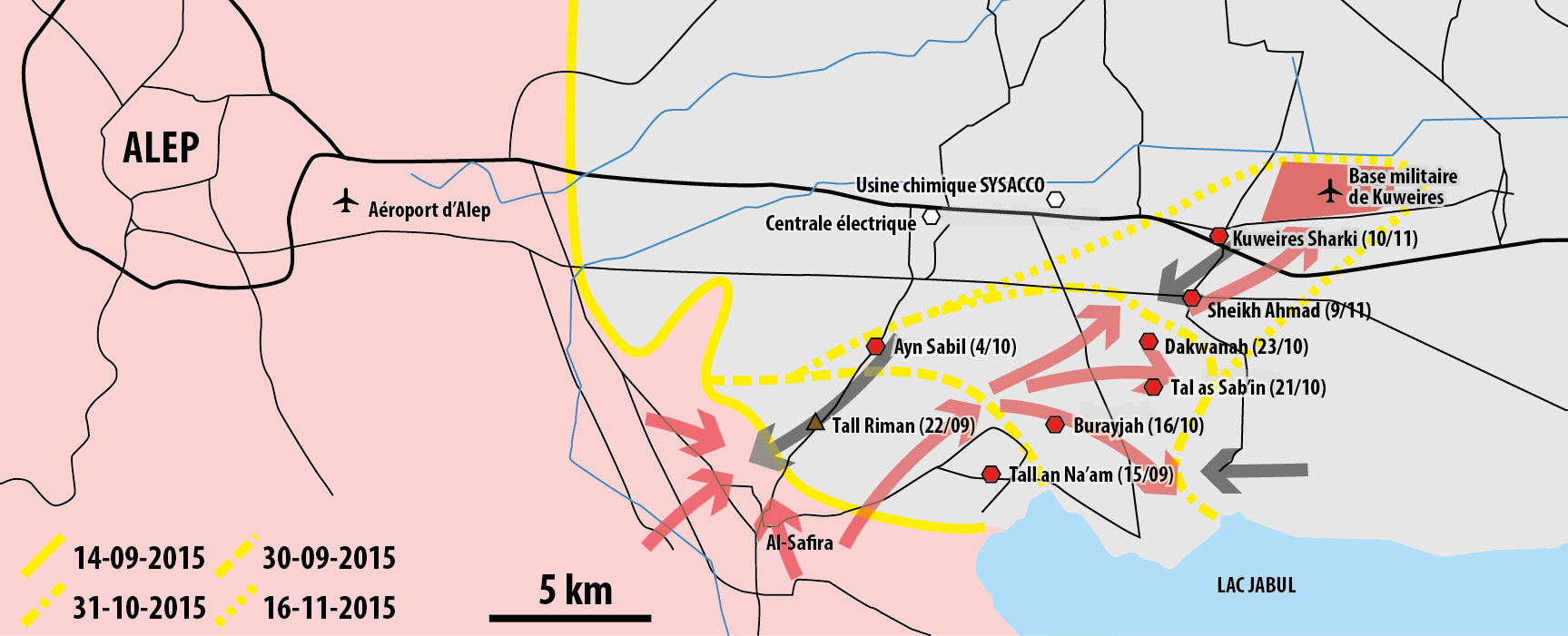
Evolution des zones contrôlées par le régime syrien et l'EI durant l'offensive de Kuweires (EI en gris, régime syrien en rouge, évolution de la limite entre les deux en jaune)

### Levée du siège
Le 10 novembre 2015, les forces gouvernementales rejoignent l'Aéroport de Kuweires. Elles mettent ainsi fin au siège que subissait la base depuis près de trois ans. Sur les 1 100 soldats et personnels initialement présents dans la base en 2013, seulement 300 sont encore vivants lors de la levée du siège.
Par la suite, l'armée capture les villages de Rasm 'Abboud et Umm Arkileh près de l'aéroport. Une retraite majeure des soldats de l'EI s'opère alors dans la région d'Alep. Le 11 novembre, l'armée syrienne et ses alliés capturent les villages de Jdaydet Arbin et Arbid à proximité de la base aérienne,.
Le 13 novembre, les forces gouvernementales progressent vers l'ouest depuis Kuweires sur 4.5 km le long de l'autoroute Alep-Raqqa et s'emparent de l'usine chimique SYSACCO, place forte de l'EI. Le 16 novembre, la base aérienne est officiellement déclarée sécurisée après que l'armée s'est emparée du village de Kaskays.

## Bilan humain
Durant l'opération, l'armée syrienne perd 57 hommes et déplore plus de 200 blessés. L'observatoire syrien des droits de l'homme documente également également la mort de 8 membres du Hezbollah et de 13 soldats iraniens. Les possibles pertes russes ne sont pas mentionnées.
Les pertes dans les rangs de l'EI sont difficiles à estimer. Au moins 20 sont tués dans des combats au nord de l'aéroport dans les fermes ICARDA reprises par les soldats syriens, 25 tués sont mentionnés durant la capture de la ville d'Al-Nasiriyah et au moins 60 autres sont documentés par l'OSDH,. Le nombre obtenu (105) est considéré comme largement sous-estimé par l'OSDH.